# Gran Telescopio Milimétrico

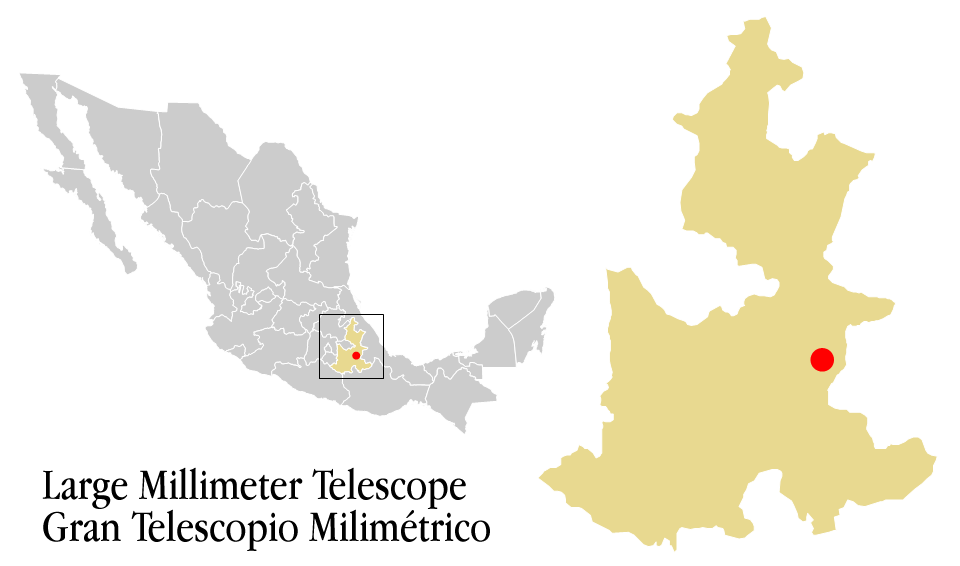
Ubicación del GTM.

El Gran Telescopio Milimétrico Alfonso Serrano (GTM) (en inglés: Large Millimeter Telescope, o LMT), oficialmente Gran Telescopio Milimétrico Alfonso Serrano es un telescopio de plato único y movible diseñado para observar ondas de radio con longitudes de onda entre 0.85 y 4 mm. Su superficie activa de 50 metros de diámetro lo convierten en el radiotelescopio más grande en el mundo en su tipo.
El GTM se encuentra localizado en México, sobre la cima del volcán extinto Sierra Negra o Tliltépetl a una latitud de 18°59'06" Norte y longitud 97° 18' 53" Oeste y una altura de 4580 m. El volcán Sierra Negra es el quinto pico más alto de México y compañero del Pico de Orizaba o Citlaltépetl (el pico más alto del país), ambos ubicados dentro del parque nacional Pico de Orizaba, entre los estados de Puebla y Veracruz El GTM es un proyecto binacional mexicano (70 %) - estadounidense (30 %) liderado por el Instituto Nacional de Astrofísica, Óptica y Electrónica (INAOE) y la Universidad de Massachusetts en Amherst (UMass-Amherst) respectivamente.
La misión del GTM es: 1) realizar investigación pionera, 2) entrenar a las futuras generaciones de científicos e ingenieros y 3) desarrollar nueva tecnología para el beneficio de la sociedad. Su objetivo científico principal es estudiar la formación y evolución de estructuras en el Universo a lo largo de su historia. El GTM observa principalmente objetos térmicamente fríos, la mayoría de ellos con altas cantidades de polvo estelar y/o gas molecular. Entre los objetos de estudio se encuentran: cometas, planetas, discos protoplanetarios, estrellas en formación, estrellas evolucionadas, nubes moleculares, galaxias con formación estelar, núcleos activos de galaxias, galaxias con alto corrimiento al rojo, cúmulos de galaxias y la radiación del fondo cósmico de microondas.
El diseño del GTM contempla un sistema óptico Cassegrain con una superficie reflectora primaria parabólica de 50 m de diámetro (M1) integrada por 180 segmentos distribuidos en cinco anillos concéntricos. El número de segmentos por anillo es: 12 en el más interno, 24 en el segundo y 48 en los tres anillos más externos. Los segmentos se conectan a la estructura del telescopio a través de actuadores, permitiendo tener una superficie reflectora primaria activa. A su vez, cada segmento está constituido por 8 subpáneles de níquel electroformado montados sobre una estructura de soporte. La superficie reflectora secundaria (M2) tiene un diámetro de 2.6 m y está integrado por 9 subpáneles de níquel electroformado. Esta superficie está sujeta a un hexápodo activo cuya movilidad permite optimizar el foco del telescopio y el cual está unido a la estructura del telescopio a través de un tetrápodo de metal que permite. Finalmente la superficie reflectora terciaria (M3) plana de 1.6 m que refleja el haz de luz hacia los instrumentos instalados en el telescopio.

## Historia
El 17 de noviembre de 1994 se firmó el acuerdo entre el INAOE y UMass-Amherst para desarrollar el proyecto del Gran Telescopio Milimétrico, comenzando la construcción de la antena hasta 1998. A mediados del 2011 se realizaron observaciones de primera luz a 3 mm y 1.1 mm utilizando el Buscador de Corrimiento al Rojo (Inglés: Redshift Search Receiver o RSR) y la cámara de continuo AzTEC, respectivamente. En mayo de 2013 el Gran Telescopio Milimétrico Alfonso Serrano inició su primer periodo de observaciones científicas de ciencia temprana, cuyos resultados han sido reportados en más de una decena de artículos científicos en revistas arbitradas internacionales. El 22 de octubre de 2012 la Junta de Gobierno del INAOE aprobó la iniciativa de otorgarle al GTM el nombre de Gran Telescopio Milimétrico Alfonso Serrano, en memoria de su impulsor Alfonso Serrano Pérez-Grovas.

## Instrumentación
El conjunto de instrumentos del GTM se compone de receptores heterodinos y de cámaras de continuo, algunos de ellos todavía en desarrollo.

### Instrumentos heterodinos
- SEQUOIA

Es un arreglo criogénico de plano focal diseñado para operar en el intervalo de 85 a 115.6 GHz que cuenta con 32 pixeles de polarización doble, distribuidos en arreglos de 4x4, alimentados por cornetas cuadradas separadas por 2fλ. Los preamplificadores del arreglo son circuitos integrados monolíticos de microondas (Inglés: Monolithic Microwave Integrated Circuits o MMIC) de fosfato de indio (InP), diseñados en UMass-Amherst, con ruido por debajo de los 55 K en el intervalo de 85 a 107 GHz, alcanzando los 90 K a 116 GHz.
- El Buscador de Corrimientos al Rojo (Inglés: Redshift Search Receiver o RSR)

Se trata de un receptor novedoso diseñado para cubrir instantáneamente la banda atmosférica de 75 a 110 GHz en una sola sintonización, basado en la tecnología de los circuitos integrados monolíticos de microondas, como los que usa SEQUOIA. El receptor cuenta con cuatro pixeles dispuestos en una configuración de doble haz y doble polarización. Los haces con polarizaciones ortogonales se combinan en transductores ortomodales basados en guías de onda. El intercambio de haces en el cielo se efectúa gracias a un interruptor polarimétrico de rotación Faraday y una red de alambre frente a las cornetas. La temperatura de ruido típica es < 50 K.  Debido a que este intercambiador no tiene componentes mecánicas móviles, el buscador de corrimientos al rojo tendrá una estabilidad excepcional en las líneas de base, apropiada para la detección de la escalera de transiciones del CO que emiten las galaxias en formación a distancias cosmológicas. El espectrómetro en el que se recibe la señal es un autocorrelador analógico innovador que cubre toda la ventana de 36 GHz con una resolución de 31 MHz, lo que equivale a 100 km/s a 90 GHz.

### Instrumentos de continuo
- TolTEC[12][13]

TolTEC es una cámara polarimétrica, de alta sensibilidad y velocidad de mapeado, que ha sido probada en el laboratorio y su instalación en el GTM se planea realizar en el otoño del 2021. Una vez instalada, TolTEC observará al mismo tiempo en tres bandas espectrales: 1.1, 1.4 y 2.1 mm, utilizando 7000 detectores de inductancia cinética (KIDs) sensibles a una única polarización lineal. Cada observación de TolTEC producirá nueve imágenes independientes, en las que se medirán la intensidad total (I) y dos parámetros Stokes U y V en cada una de las tres bandas. Los casos científicos que abordará TolTEC abarcan: cosmología y física de cúmulos, evolución galáctica e historia de formación estelar a escalas del Universo, relación entre las nubes moleculares gigantes y la formación estelar y cuerpos pequeños del Sistema Solar. La cámara TolTEC es un proyecto financiado por la  Fundación Nacional de Ciencias (NFS, por su siglas en inglés).

### Instrumentos retirados
- AzTEC

AzTEC es una cámara milimétrica configurada para operar a 1.1 mm. Está formada por un arreglo de 144 bolómetros de tela de araña de Si-Ni, dispuestos en paquetes hexagonales compactos, y alimentados por un arreglo de cornetas separadas por 1.4 fλ. Los detectores se enfrían a ~250 mK dentro de un criostato de 3He de ciclo cerrado con tres etapas que permite tener una sensibilidad por pixel de ~3 mJy Hz-1/2.  El campo de visión de AzTEC en el GTM es 2.4 minutos de arco cuadrados y consigue tomar imágenes completamente muestreadas mediante movimientos del telescopio o del espejo secundario.

## Telescopio del Horizonte de Sucesos
El GTM es parte de la colaboración internacional del proyecto del Telescopio del Horizonte de Sucesos (inglés: Event Horizon Telescope) que busca tomar la imagen directa de la sombra de un agujero negro por primera vez en la historia. El GTM ha participado en las observaciones del agujero negro supermasivo de la Vía Láctea desde 2015.